# Aprostatum stiliferum
Aprostatum stiliferum is een platworm (Platyhelminthes). De worm is tweeslachtig. De soort leeft in het zoute water.
Het geslacht Aprostatum, waarin de platworm wordt geplaatst, wordt tot de familie Euplanidae gerekend. De wetenschappelijke naam van de soort werd voor het eerst geldig gepubliceerd in 1913 door Bock.